# Klapkalnciems
Klapkalnciems – miejscowość na Łotwie, w północnej Kurlandii, w novadsie Tukums, ok. 66 km na północny zachód od Rygi, przy drodze łączącej Jurmałę z Talsi, nad Morzem Bałtyckim, 117 mieszkańców (2005).